# Диффузор (гидроаэродинамика)
Диффузор (в гидроаэродинамике) — профилированная часть канала (трубы), в которой происходит замедление потока. При этом перепад статических давлений на диффузоре может быть меньше, чем на участке прямой трубы исходного сечения (см. Формула Дарси — Вейсбаха), т. е. его коэффициент местного сопротивления бывает отрицателен; однако при росте длины при постоянном угле раскрытия и при увеличении угла раскрытия диффузора может произойти отрыв потока от стенок (вблизи них образуются вихри), при этом коэффициент сопротивления диффузора очень сильно возрастает.
Существует конструкция, обратная диффузору, называемая конфузор — часть канала, в которой происходит соединение и плавный переход большего сечения в меньшее. Движение воздуха в конфузоре характеризуется тем, что динамическое давление в нём в направлении движения потока увеличивается, а статическое — уменьшается. Увеличивается скорость дозвукового течения жидкости или газа.

## Область применения диффузоров
Диффузор применяется в устройствах, в которых осуществляется перемещение жидкостей и газов (водопроводах, воздуховодах, газопроводах, нефтепроводах, аэродинамических трубах, реактивных двигателях и др.). В электроакустике часть механической колебательной системы громкоговорителя, предназначенной для возбуждения звуковых волн в окружающем воздухе.

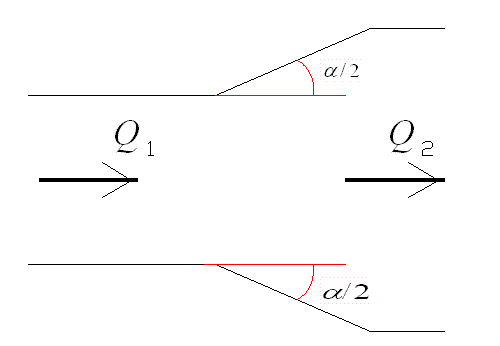
Гидравлический диффузор: — поток жидкости в узком сечении трубы; — поток жидкости в расширенной части трубы. Скорость жидкости в расширенной части меньше скорости в узкой части трубы

- Диффузором в автомобильной промышленности принято считать часть или элемент обвеса (см. диффузор (автомобиль)).
- Диффузор в кинетическом двигателе

## Конфузор
Конструкция, обратная диффузору, называемая конфузор — часть канала, в которой происходит соединение и плавный переход большего сечения в меньшее. Движение воздуха в конфузоре характеризуется тем, что динамическое давление в нём в направлении движения потока увеличивается, а статическое — уменьшается. Увеличивается скорость течения жидкости или газа.
При круглых воздуховодах конфузор имеет вид усечённого конуса, при квадратных — усечённой пирамиды. Наиболее часто конфузор используют для подсоединения воздуховода к всасывающей стороне вентилятора радиального, что позволяет уменьшить коэффициент местного сопротивления ζ (коэффициент Дарси) (вследствие более плавного сужения воздушного потока и предотвращения отрыв пограничного слоя и образования вихрей), а следовательно, уменьшить потери давления, развиваемого вентилятором.

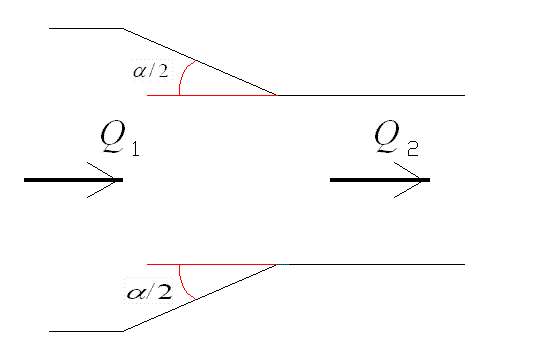
Гидравлический конфузор: — поток жидкости в широком сечении трубы; — поток жидкости в узком сечении трубы

Коэффициент местного сопротивления конфузора (коэффициент Дарси)
{\displaystyle \zeta ={\frac {\lambda _{T}}{8\sin {\alpha /2}}}\left(1-{\frac {1}{n^{2}}}\right)},
где {\displaystyle n={\frac {S_{1}}{S_{2}}}} — степень сужения; {\displaystyle \lambda _{T}} — коэффициент потерь на трение по длине при турбулентном режиме.
Гидравлическое сопротивление конфузора всегда меньше гидравлического сопротивления диффузора такого же размера.

## Течения в диффузоре и конфузоре
В конфузоре с небольшим углом раскрытия повышенного вихреобразования обычно не возникает, жидкость меняет направление плавно, и потери давления в основном связаны с ростом скорости. При росте угла раскрытия конфузор превращается во внезапное сужение, образуются застойные зоны с вихрями.
В диффузоре возможен отрыв потока, при этом возникают обширные вихревые зоны у краёв, и энергии теряется достаточно много (почти как при внезапном расширении). Однако, если угол очень маленький и отрыва потока на длине диффузора возникнуть не успевает, его коэффициент сопротивления может стать и отрицательным, как в трубке Вентури. В специально профилированном диффузоре безотрывное течение можно поддерживать более эффективно.